# Maxime Lopez
Maxime Fabien Alexandre Baila Lopez (Marsella, 4 de diciembre de 1997) es un futbolista francés que juega como centrocampista y su equipo es el Paris F. C. de la Ligue 1 de Francia.

## Trayectoria
Se formó en la academia del Olympique de Marsella, a la cual se unió a los 13 años, proveniente del F. C. Burel. Durante su tiempo en la academia, representó al conjunto sub-19 en la Liga Juvenil de la UEFA. Firmó su primer contrato profesional el 12 de julio de 2014 y tuvo su debut no oficial en la misma fecha dos años más tarde, en un  partido amistoso frente al F. C. Lausanne-Sport.
Hizo su debut profesional con el Olympique de Marsella el 21 de agosto de 2016, sustituyendo a Bouna Sarr en el minuto quince del segundo tiempo, en una derrota por 2-1 ante el E. A. Guingamp por la Ligue 1. Solo dieciocho minutos le bastaron para dar una asistencia a Florian Thauvin, para que marcara el único gol del encuentro para Les Olympiens. Su debut en el Stade Vélodrome se produjo el 16 de octubre frente al F. C. Metz, en una victoria por 1-0. Más tarde ese mes, el 30 de octubre, hizo su primera aparición como titular en un empate 0-0 frente al Girondins de Burdeos. El 20 de noviembre hizo 129 toques durante un partido frente al S. M. Caen, que fue el número máximo hecho por un jugador del Marsella en un solo partido en la historia. Marcó su primer gol el 10 de diciembre por la Ligue 1 frente al Dijon en una victoria por 2-1.
En octubre de 2020 fue cedido a la U. S. Sassuolo Calcio con una opción de compra. Esta se hizo efectiva en abril al haber jugado un mínimo de media hora en veinte partidos. Con este equipo disputó 101 encuentros antes de ser prestado a la ACF Fiorentina en septiembre de 2023.
El 29 de agosto de 2024 se hizo oficial su vuelta a Francia después de firmar por el Paris F. C. hasta 2027.

## Clubes
| Club                           | País    | Año       |
| ------------------------------ | ------- | --------- |
| Olympique de Marsella          | Francia | 2014-2021 |
| U. S. Sassuolo Calcio (cedido) | Italia  | 2020-2021 |
| U. S. Sassuolo Calcio          | Italia  | 2021-2024 |
| ACF Fiorentina (cedido)        | Italia  | 2023-2024 |
| Paris F. C.                    | Francia | 2024-     |

## Vida privada
Tiene ascendencia argelina.